# Eriplatys ardeicollis
Eriplatys ardeicollis là một loài tò vò trong họ Ichneumonidae.